# Seeburg (Niedersachsen)
Seeburg ist eine Gemeinde im Landkreis Göttingen in Niedersachsen. Seeburg und Bernshausen sind als Ortsteile der Gemeinde ausgewiesen. Der Ort wurde 980 erstmals urkundlich erwähnt.

## Geographie
Die Gemeinde liegt im Untereichsfeld und gehört der Samtgemeinde Radolfshausen an, die ihren Verwaltungssitz in der Gemeinde Ebergötzen hat.
Seeburg ist ein staatlich anerkannter Erholungsort am Seeburger See, der auch das „Auge des Eichsfelds“ genannt wird. Durch den See fließt die Aue, ein linker Nebenfluss der Suhle.
Die Gemeinde liegt ungefähr acht Kilometer nordwestlich von Duderstadt und 17 Kilometer östlich von Göttingen am westlichen Rand des Untereichsfeldes. Nördlich und östlich verläuft der Höhenzug des Rotenbergs (Heimkenberg: 274 m, Kethanteichskopf: ca. 260 m), im Südosten beginnen die nördlichen Ausläufer der Hellberge (Lohberg: 228 m). Am nördlichen Ortsrand liegt das Naturschutzgebiet Seeanger, Retlake, Suhletal und im Osten das Naturschutzgebiet Seeburger See.

Nachbarorte sind Ebergötzen, Wollbrandshausen, Seulingen, Landolfshausen, Bernshausen und Rollshausen.

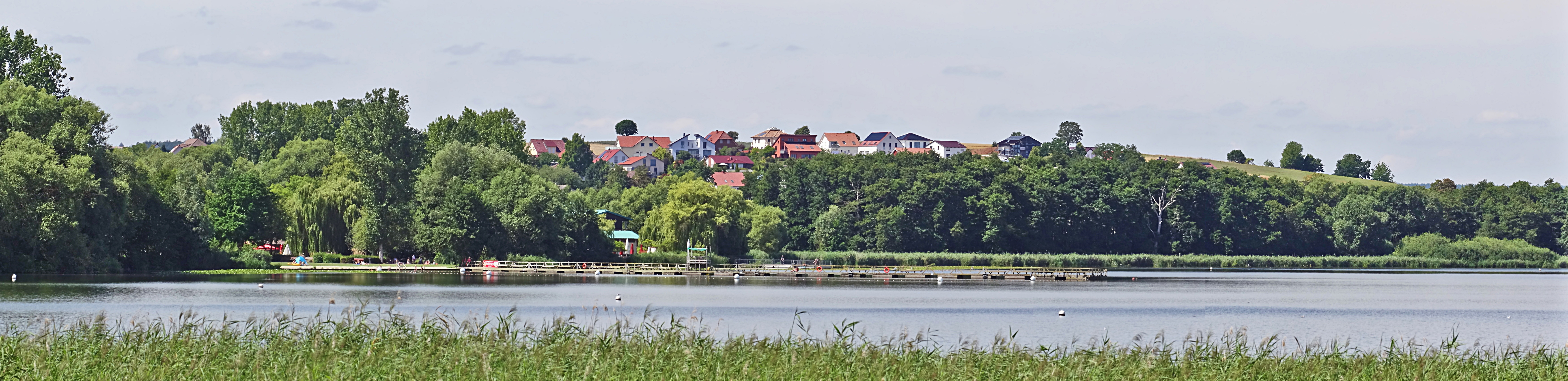
Seeburger See und Seeburg

## Geschichte
Siedlungsreste lassen auf eine bereits frühe Besiedlung des Gebietes um das heutige Seeburg erkennen. So fanden sich Reste aus der römischen Kaiserzeit ab 100 n. Chr. sowie archäologische Funde aus dem 9. bis 11. Jahrhundert. Dabei untermauert die Entdeckung des Martinspatrozinium, einer alten Missionskirche aus dem 9. Jahrhundert, die anfängliche Besiedelung vor Ort. Weiterhin überliefert ist die Seeburg, eine aus dem Hochmittelalter stammende Turmhügelburg.
Im Ortsteil Bernshausen hat die Kreisarchäologie Göttingen unter Klaus Grote eine weitere Motte und dazu eine curtis mit dazugehöriger Wallburg freigelegt.
Die Burg stellte den Hauptsitz der Herren von Seeburg dar, die als ein Rittergeschlecht die gesamte Umgebung unsicher machten, häufig in die Goldene Mark eindrangen und mehrere, allerdings erfolglose, Versuche unternahmen, Duderstadt selbst einzunehmen. Als Albrecht I. von Braunschweig 1263 nach Duderstadt kam, um die Ritterschaft des Landes zu seiner Fehde gegen die Markgrafschaft Meißen aufzufordern, richtete er auch seine Bitte an die Raubritter von Seeburg, die sich bei ihm von ihrem bisherigen Betragen entschuldigten und Beistand mit all ihren Männern zusicherten. Als es zu der Schlacht bei Beesenstedt an der Elster kam, in der Albrecht I. verwundet wurde und in die Hände seiner Feinde fiel, ließen die Seeburger ihn in Stich, eilten nach Hause und widmeten sich wieder dem Raubrittertum. Bei seiner Rückkehr aus der Gefangenschaft anderthalb Jahre später bestrafte Albrecht I. die Herren von Seeburg, indem er vor ihr Schloss in Seeburg zog, es erobert und alle, die sich ihm nicht ergaben, erschlug. Seit dieser Zeit finden sich keine weiteren Erwähnungen des Schlosses sowie der Ritter zu Seeburg mehr, lediglich unter den Einwohnern Duderstadts findet man noch ihren Namen. So bekleidete Berthold von Seeburg 1319 das Amt des Münzmeisters, während Rüdiger von Seeburg 1359 als Zeuge einer Übertragung von Ländereien der Gemeinde Fuhrbach an den Rat zu Duderstadt im Osterholz erwähnt wird.
Zum Amt Gieboldehausen zählte Seeburg erstmals 1364. Hoheitlich unterstand das Amt jedoch dem Mainzer Erzbischof, nachdem die Braunschweiger Herzöge es ihnen durch Verkauf übertragen hatten.
Eine schwierige Zeit stellte der Dreißigjährige Krieg für Seeburg dar. Obwohl es nie Schlachtfeld des Krieges war, wurde ein Großteil des Ortes 1623 und 1626 niedergebrannt und geplündert, wobei viele Einwohner ihr Leben lassen mussten. Zudem kamen auf Seeburg hohe Tributzahlungen zu.

## Eingemeindungen
Am 1. Januar 1973 wurde die Gemeinde Bernshausen eingegliedert.

## Politik
Der Gemeinderat setzt sich aus elf Ratsmitgliedern zusammen. Die Kommunalwahlen in Niedersachsen 2021 und 2016 ergaben folgende Sitzverteilung:
| Wahl | CDU | SPD | GRÜNE | Einzelbewerber |
| ---- | --- | --- | ----- | -------------- |
| 2021 | 5   | 3   | 2     | 1              |
| 2016 | 6   | 4   | 1     | –              |

### Bürgermeister
Seit November 2016 ist Martin Bereszynski Bürgermeister der Gemeinde Seeburg mit den Ortsteilen Bernshausen und Seeburg.

### Wappen und Flagge

Wappen
Wappen bis 1973 und seitdem des Ortsteils Seeburg
Wappen der ehem. Gemeinde Bernshausen
Hissflagge

Blasonierung:„Erhöht geteilt durch einen Wellenschnitt von Rot und Blau; oben eine silberne (weiße) wachsende dreitürmige Burg, der mittlere Turm erhöht, unten belegt mit einem goldenen (gelben) Balken darin drei rote Rosen mit goldenen (gelben) Butzen.“
Das Wappen zeigt die Seeburg, eine Niederungsburg aus dem Hochmittelalter. Der untere Teil steht für den Seeburger See; der Balken mit den drei Rosen entstammt dem Wappen des Ortsteils Bernshausen. Es handelt sich um ein sogenanntes „redendes Wappen“.
Beschreibung der Flagge:„Die Flagge ist blau-rot quergestreift mit aufgelegtem Wappen in der Mitte.“

## Katholische Kirche St. Martinus

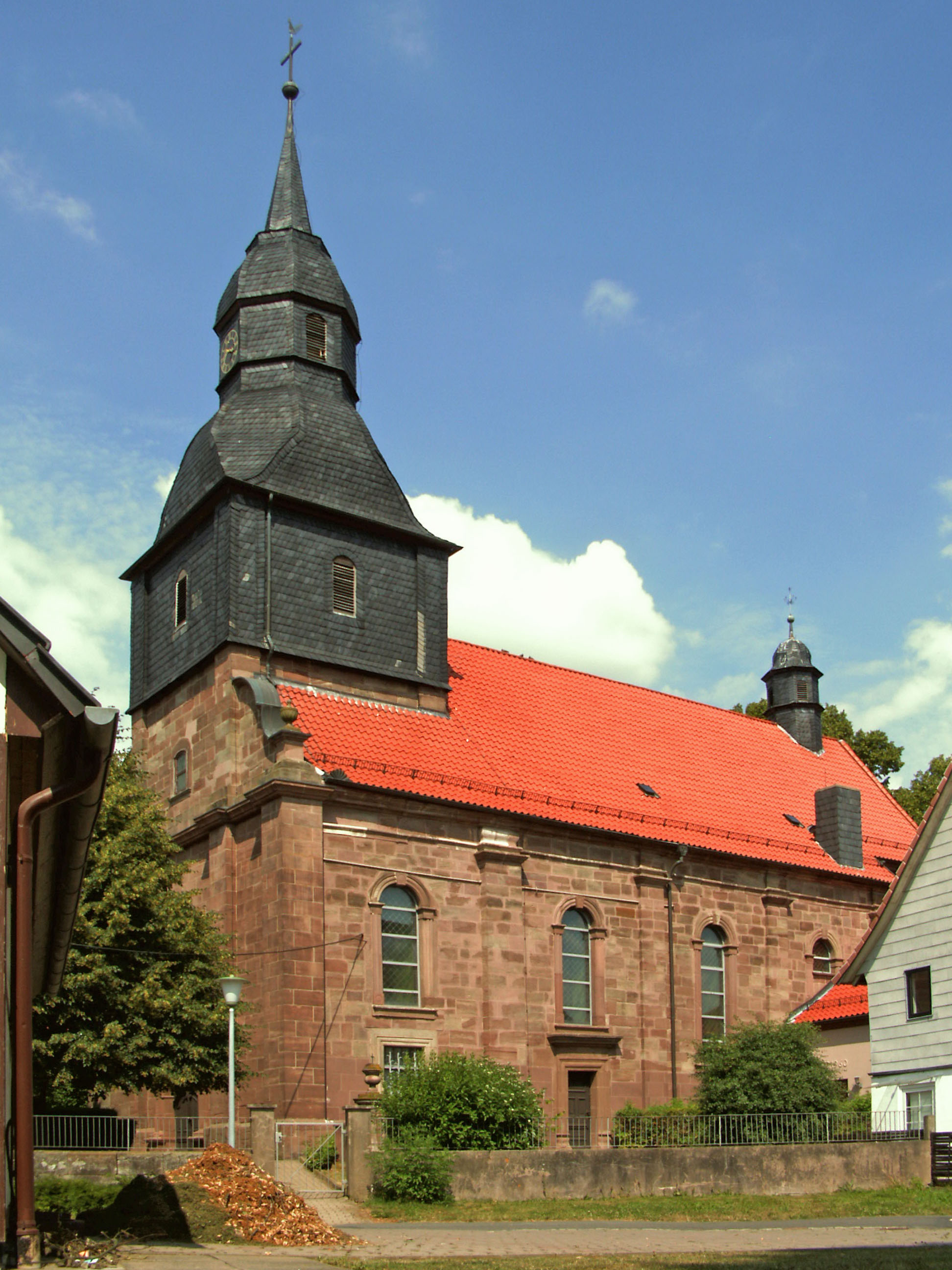
St.-Martinus-Kirche

Das erste Gotteshaus fiel in die Zeit um 1000 und war die Gründungskapelle im Ort. Bis zur Reformation war hier ein Sedessitz des Petersstiftes Nörten. Im Rahmen der Brände im Dreißigjährigen Krieg wurde auch die gotische Vorgängerkirche in Mitleidenschaft gezogen, wobei man sodann im Jahre 1655 eine neue errichtete. Die heutige St.-Martinus-Kirche stellt vermutlich bereits die vierte Kirche in Seeburg dar, Die Grundsteinlegung zum heutigen klassizistischen Gotteshaus St. Martinus fand 1786 statt. Bis in das Jahr 1793 baute man an der Kirche, einem Buntsandsteinquaderbau mit geschwungenen Giebelschrägen an der Westfassade, an deren Fuß jeweils eine Ziervase als damals typisches Stilelement angebracht ist. Der auf dem Langhaus aufgebrachte Turm mit einer welschen Haube trägt barocke Züge, während die Gewölbeformen im Inneren der Kirche gotisch geprägt sind. Kontraste setzt der 1865 erworbene Barockaltar der Kirche, der aus den Jahren 1709 bis 1714 stammt und teilweise gotische Figuren trägt. Ursprünglich zum Altar gehörend war wohl die Nachbildung des heiligen Rochus, der unter hochgezogenem Gewand auf seine Pest am Bein aufmerksam macht. Weitere Figuren des Altars sind Nachbildungen der Maria Immaculata, des heiligen Josef, des St. Georg zu Pferde und des Davids mit Harfe. Alle Figuren stammen aus der Zeit um 1700. Neueren Datums sind der Ambo, Beichtstuhl und Zelebrationsaltar, die von der Hildesheimer Firma Gerz angefertigt wurden. Seit dem 1. November 2014 gehört die Kirche zur Pfarrei „St. Johannes der Täufer“ mit Sitz in Seulingen.

## Wirtschaft und Infrastruktur
Seeburg liegt an der Bundesstraße 446 (Abschnitt Nörten-Hardenberg–Duderstadt), für die in den 1970er-Jahren eine Ortsumgehung geschaffen wurde. Gut einen Kilometer entfernt verläuft die Bundesstraße 27 (Göttingen–Braunlage).
Bahnstrecken sind hier nicht vorhanden, der ÖPNV wird über Busse abgewickelt.
Die heute ca. 1600 Einwohner umfassenden Ortsteile bieten dem Besucher zudem neben Hotels, Gaststätten und Cafés auch Privatunterkünfte und Ferienwohnungen sowie Selbstversorgung durch landwirtschaftliche Produkte vom Erzeuger. Daneben zählen ein Kindergarten, ein Campingplatz und ein Freibad mit Minigolfanlage sowie Kiosk zur Infrastruktur des Ortes.
Die örtliche Wirtschaft ist seit jeher landwirtschaftlich geprägt. So waren vor 30 Jahren ca. 150 Personen auf landwirtschaftlichen Vollerwerbshöfen tätig. Weitere 200 Personen waren durch Nebenerwerbstätigkeit im Ackerbau eingebunden, wobei spezifische Handwerksbetriebe, wie zum Beispiel Schmiede und Stellmacher existierten. Der Tabakanbau war in den Vor- und Nachkriegsjahren eine wichtige Einnahmequelle. Seeburg hat eine gewisse Bedeutung für den Weinbau in Niedersachsen. Heute sind die meisten der berufstätigen Seeburger Pendler. Schätzungen gehen dabei von ca. 80 % der Einwohner aus.

## Persönlichkeiten
Ehrenbürger
- Matthias Gleitze (* 31. Dezember 1902 in Seeburg; † 25. Oktober 1989 in Duderstadt), Kommunalpolitiker und Buchautor, Oberkreisdirektor des Landkreises Duderstadt (1948–1967), Träger des Bundesverdienstkreuzes 1. Klasse

Söhne und Töchter der Gemeinde
- Franz Gleitze (* 13. November 1869 in Seeburg; † 8. Juni 1958 in Seeburg), Heimatdichter
- Herbert Hellmold (* 11. Oktober 1940 in Seeburg), Bundesbankdirektor (1972–2002)
- Matthias Gleitze (* 27. Juli 1946 in Seeburg), Oberstudiendirektor (1998–2013), Honorarprofessor an der Staatlichen Rittmeister-Witold-Pilecki-Hochschule Oświęcim in Małopolska in Polen[7]